# 青阳镇 (江阴市)
青阳镇，是中华人民共和国江苏省无锡市江阴市下辖的一个乡镇级行政单位。
青阳镇中有江阴市排名第四的江阴市青阳中学。

## 行政区划
青阳镇下辖以下地区：
桐岐社区、旌阳社区、迎秀社区、旌秀社区、街西村、青联村、小桥村、建义村、普照村、悟空村、芦塘村、里旺里村、邓阳村、塘头桥村、泗河口村、赵宕村、桐岐村、新安村和树家村。